# Rudolf Hillebrand
Rudolf Hillebrand (* 31. August 1954 in Warburg/Westf.) ist ein deutscher Verleger, Fotograf, Fotofachjournalist und Objektkünstler.

## Ausbildung
Von 1970 bis 1972 absolvierte Rudolf Hillebrand eine Ausbildung zum Großhandelskaufmann im Düsseldorfer Fotogroßhandel Dr. Höhn & Co. Nach Ableistung des Grundwehrdienstes war er im Anschluss ein Jahr im Verkauf seines Ausbildungsbetriebs angestellt. In der Folge war Hillebrand in verschiedenen Unternehmen der Fotobranche in Außendienst, Verkauf, Einkauf, Werbung und Verwaltung tätig, u. a. bei Fujifilm, Foto Koch und der Kaufring eG, alle in Düsseldorf ansässig.

## Redaktionelle Tätigkeiten
1981 wechselte Hillebrand in den Fotofachjournalismus und war zwölf Jahre lang als Redakteur beim Schweizer Verlag PHOTOGRAPHIE in den Städten Düsseldorf und Schaffhausen in dessen Düsseldorfer Dependance für die Zeitschriften PHOTOGRAPHIE und FOTOHEFT tätig. Als Chefredakteur leitete Hillebrand von 1988 bis 1990 zeitgleich die Redaktion der Zeitschrift FOTOHEFT. 1992 gründete Rudolf Hillebrand an seinem Wohnort Neuss seinen eigenen Verlag. 1993 brachte er die vierteljährlich erscheinende Zeitschrift PHOTO Deal auf den Markt, die nach wie vor einzige im Handel erhältliche Fotozeitschrift, die sich mit Themen rund um klassische Kameras, dem Sammeln von Photographica und historischen Themen beschäftigt. 2000 erschien im Verlag Rudolf Hillebrand das Magazin AKT & FOTO mit Schwerpunkt auf künstlerischer Aktfotografie. Sie wurde unter Beibehaltung der vierteljährlichen Erscheinungsweise 2003 in FINE ART FOTO umbenannt und thematisch um die Fine Art-Fotografie auf den Gebieten Porträt, Landschaft, Stillleben und konzeptioneller Fotografie erweitert. Seit 2006 erscheint dieses ausschließlich aus umfangreichen Portfolios bestehende Magazin zweimal jährlich mit internationaler Ausrichtung durch deutsch-englische Portfoliotexte.

## Forschungsarbeiten
Neben seiner verlegerischen Tätigkeit widmet sich Rudolf Hillebrand intensiv der künstlerischen Fotografie im Bereich Akt, Stillleben, Porträt, Landschaft und konzeptionellen Themen, darüber hinaus der Objektkunst, insbesondere dem Bau von Miniatur-Dioramen, Assemblages und Art Cameras.

## Wirken
Auf Basis der intensiven Auseinandersetzung mit der künstlerischen Aktfotografie, für die er häufig Infrarotfilm einsetzte, arbeitete Hillebrand 1987 als einer von drei Autoren an der im Verlag PHOTOGRAPHIE erschienenen AKT Fotoschule mit.
In die jahrelange redaktionelle Mitarbeit an den beiden Fotozeitschriften Photographie und Fotoheft des Verlages PHOTOGRAPHIE flossen regelmäßig Hillebrands praktische Erfahrungen aus seiner eigenen fotografischen Tätigkeit ein, insbesondere der Arbeit im Fotolabor, der Beschäftigung mit alternativen Verfahren wie dem Handcolorieren von Schwarzweißfotos, kreativen Polaroid-Techniken oder der Infrarotfotografie im künstlerischen Einsatz.
Hillebrand veröffentlichte in Fotozeitschriften wie PHOTOGRAPHIE Magazin, FOTOHEFT, Nikon News, Photoblätter und ist Autor zahlreicher Fotobeiträge in deutschen und europäischen Publikationen.

## Veröffentlichungen

### Einzelwerke
- INFRAROT – Fotografie auf anderer Wellenlänge. Verlag Photographie, Schaffhausen 1992, ISBN 978-3-933131-25-6
- Nikon Kompendium. (mit Joachim Hauschild), Verlag Photographie, Schaffhausen 1991, ISBN 978-3-933131-33-1
- AKT Fotoschule. mit Claus Militz und Adrian Bircher, Verlag Photographie, Schaffhausen 1987, ISBN 978-3-7231-6700-7
- Zoomkompakte kreativ. Josef H. Neumann (Co-Autor Rudolf Hillebrand), Verlag Photographie, Schaffhausen 1994, ISBN 978-3-7231-0040-0

### Lehrbücher
Die intensive Beschäftigung mit künstlerischer Aktfotografie, häufig unter Einsatz von Infrarotfilm, führte 1987 zur Mitarbeit an der im Verlag PHOTOGRAPHIE erschienenen AKT Fotoschule, für die Hillebrand als einer von drei Autoren verantwortlich zeichnete.
Gleichermaßen an Fototechnik und angewandter Fotografie interessiert, ließ Hillebrand in seine redaktionellen Beiträge sehr häufig praktische Erfahrungen aus seiner eigenen fotografischen Tätigkeit einfließen, insbesondere der Arbeit im Fotolabor und alternativer Verfahren wie dem Handcolorieren von Schwarzweißfotos, kreativen Polaroid-Techniken oder der Infrarotfotografie im künstlerischen Einsatz.
1992 verfasste er für den Buchbereich des Verlages PHOTOGRAPHIE (Schaffhausen und Düsseldorf) sein erstes eigenes Lehrbuch INFRAROT – Fotografie auf anderer Wellenlänge, das die Infrarotfotografie in Technik, Wissenschaft und Forschung, aber auch im künstlerischen Einsatz umfassend behandelt.
Auf der Basis kreativer Untersuchungen der damals neuen Kamerageneration Zoom-Kompakte durch Josef H. Neumann erschien 1994 Zoomkompakte kreativ anlässlich des 75-jährigen Jubiläums des japanischen Kamerakonzerns Asahi Optical Joint Stock Co. alias Pentax im Verlag Photographie (Schaffhausen). Rudolf Hillebrand präsentierte intensiv die technische und historische Entwicklung der neuen Zoom-Kompakten bei Pentax.

### Nachschlagewerke
- Kadlubeks Kamera-Katalog. mit Günther Kadlubek, Verlag Rudolf Hillebrand, Neuss, 1. Auflage 1995, ISBN 978-3-89506-134-9
- Kadlubeks Kamera-Katalog. mit Günther Kadlubek, Verlag Rudolf Hillebrand, 2. Auflage 1996, Neuss, ISBN 978-3-9811788-7-6
- Kadlubeks Kamera-Katalog. mit Günther Kadlubek, Verlag Rudolf Hillebrand, 3. Auflage 1998, ISBN 978-3-89506-997-0
- Kadlubeks Kamera-Katalog. mit Günther Kadlubek, Verlag Rudolf Hillebrand, Neuss, 4. Auflage 2001, ISBN 978-3-89506-996-3
- Kadlubeks Kamera Katalog, Reisekamera, Praktiflex. mit Günther Kadlubek, Verlag Rudolf Hillebrand, Neuss, 5. Auflage 2004, ISBN 978-3-89506-995-6
- Kadlubeks Objektiv-Katalog. mit Günther Kadlubek, Verlag Rudolf Hillebrand, 1. Auflage 2000, Neuss, ISBN 3-89506-195-6
- Kadlubeks Objektiv-Katalog. mit Günther Kadlubek, Verlag Rudolf Hillebrand, 2. Auflage 2009, Neuss, ISBN 978-3-9811788-7-6
- Voigtländer Classic Collection. mit Günther Kadlubek, Verlag Rudolf Hillebrand, Neuss 2002
- MINOX Classic Camera Collection. mit Günther Kadlubek, Verlag Rudolf Hillebrand, Neuss 2001 (Neuauflage 2010)
- Carl Zeiss Kamera-Register 1902–2012. mit Bernd K. Otto, Verlag Rudolf Hillebrand, Neuss (2012), ISBN 978-3-9813746-4-3

### Einzelausstellungen (Auswahl)
- 1988 Nikon Fotogalerie, Düsseldorf
- 1990 Galerie Te Kijk, Apeldoorn

## Preise und Auszeichnungen
- 1992: Kodak Fotobuchpreis für INFRAROT – Fotografie auf anderer Wellenlänge
- Berufung in die DGPh mit Sitz in Köln